# ロイ・ウッド・セラーズ
ロイ・ウッド・セラーズ（Roy Wood Sellars、1880年7月9日、オンタリオ州シーフォース - 1973年9月5日、ミシガン州アナーバー）は、カナダ生まれのアメリカ人哲学者。
批判的実在論、宗教的ヒューマニズム、自然主義的創発的進化（進化論的自然主義と呼ばれる）を提唱した。

## 来歴
ミシガン大学で学士号・博士号を取得し、40年以上にわたって同大学で教鞭をとった。
息子は哲学者のウィルフリッド・セラーズ。
1969年の著書『Reflections on American Philosophy From Within』では、進化論的唯物主義というある種の唯物主義を提唱し、1922年の画期的な著書『Evolutionary Naturalism』での議論をさらに展開させた。
1933年には「ヒューマニズム宣言」の起草に協力し、1973年には「ヒューマニズム宣言Ⅱ」に署名した。
セラーズは社会主義の支持者で、社会主義を「正義と自由をいかなる時においても最大化する」経済組織に関する民主主義的概念であると述べている。